# Setesvein
Setesvein oder Setesvenn (norrön: „setusveinn“, maskulin) nannte man zunächst den waffenführenden Mann, der im Dienst eines Häuptlings stand und bei diesem seinen Aufenthalt hatte. Eine besondere Gruppe unter ihnen waren die Skutelsvein. Sie verrichteten ihren Dienst an der Tafel des Herrschers. Aber bald wurde das Wort für bestimmte Ämter gebraucht, aus denen sich dann Institutionen entwickelten, die den kontinentalen Ämtern „Mundschenk“, „Marschall“ und „Kammerherr“ entsprachen. Ihnen war in der Hirðskrá ein besonderes höfisches Benehmen anbefohlen. Es war normal, als junger Adelsmann zunächst als Svein am Bischofshof zu dienen und später als Setesvein in den Distrikten. In den Quellen werden oft Huskarl, Setesvein, Herresvein, und eidgeschworene Svein nebeneinander erwähnt. Die Bezeichnung „Huskarl“ geht auf die Regeln der Hirðská über die Abgabenfreiheit des herrschaftlichen Personals zurück. „Herresvein“ ist ein Import aus dem Ausland, insbesondere aus Schweden. Das Gleiche gilt für die eidgeschworenen Svein. Es handelte sich um ein Vasallenverhältnis zwischen Svein und seinem Herrn. 
In einer Bulle Papst Cölestins III. vom 15. Juni 1194 wurden die weltlichen Bediensteten des Erzbischofs von allen Abgaben und Heerespflichten freigestellt. Die Geburtsstunde der bischöflichen Setesvein wurde dann das Konkordat von Tønsberg im Jahre 1277. Das Wort „Setesvein“ ist aber erstmals in einer Verordnung des Königs Magnus Eriksson vom 18. Dezember 1332 über die Huskarle der Häuptlinge nachgewiesen. Dort heißt es, dass einige sich Bedienstete (Svende) zugelegt hätten, die ihnen wie einem König Treue schwören müssten und dass diese Svein „sitia oc þeir i stodhum eder bygdhum heima“ (sitzen in Siedlungen und Bezirken). Es ist den Häuptlingen verboten, „nokoro seto sveina“ zu halten. Hier kann man die Etymologie des Begriffes erkennen. Setesvein ist also ein Bediensteter mit eigenem festem Aufenthaltsort im Gegensatz zum Huskarl, der sich am Hof des Häuptlings aufhält. Als Königin Margarethe 1388 die norwegische Regierung übernahm, wurde beschlossen, dass der Erzbischof, die Bischöfe, Ritter und Pröpste Huskarle und „Setesvein“ halten durften.
Als sich die alte Hirð-Organisation allmählich auflöste, wurden alle deren Mitglieder, sowohl die am jeweiligen Hofe als auch die, die auswärts wohnten, Königsmannen. Die Herren wurden dem König unmittelbar verpflichtet, die Svein mittelbar über ihren Herrn. Die kirchlichen Svein hatten die gleiche Stellung, allerdings ohne die Verpflichtung gegenüber dem König. Sie waren Vasallen der Bischöfe.
Zur Zeit der Großen Pest in den Jahren 1347 und danach wurde die Befreiung der weltlichen Svein der Ritter vom Kriegsdienst beseitigt. In einer königlichen Anordnung wurden alle waffenfähigen Männer zum königlichen Dienst in der Landesverteidigung verpflichtet, insbesondere Kriegsschiffe zu bauen und zu unterhalten. Das war das Ende der weltlichen Setesvein.
Im Spätmittelalter waren die Setesvein nur noch besondere Funktionsträger der Bischöfe in ihren Diözesen, die verschiedene ökonomische und administrative Aufgaben wahrnahmen. Es handelte sich beim Erzbischof um eine Gruppe von Klienten im Nordwestland und in Nordnorge. Sie gehörten dem Niederadel an oder waren Großbauern. Die Grenzen zwischen diesen aristokratischen Gruppen sind fließend, so dass nicht immer sicher festgestellt werden kann, ob eine Familie zum Niederadel (Knappen) oder zur führenden Großbauernschicht gehört. Offenbar waren die Bischöfe kurz vor der Reformation daran interessiert, weltliche Adlige an sich zu binden. Erik Valkendorf verwendet den Begriff in einem Schreiben an Papst Hadrian VI. „liberos seruos dicte ecclesie Nidrosiensis Sedesuene vulgariter nuncupatos“. Im gleichen Brief betont der Erzbischof, dass die Setesvein seit unvordenklicher Zeit von allen weltlichen Steuern und Abgaben befreit gewesen seien. Ludvig Ludvigsen Daae schloss daraus, dass die Setesvein Mitglied des bischöflichen Hirð gewesen seien, einer Gefolgschaft, die zu halten den Bischöfen und Weihbischöfen durch das Konkordat von Tønsberg von 1277 gestattet war. Nach diesem Konkordat durften der Erzbischof 100 Mann und die übrigen Bischöfe 40 Mann als Schutztruppe mit sich führen. Auf dieses Konkordat berief sich auch Erzbischof Aslak Bolt in seiner Ernennungsurkunde für Steinar Øysteinsson zum Setesvein in Nidaros. Die Berufung von weltlichen Mitgliedern adliger Familien erweiterte den weltlichen Einfluss der Kirche erheblich. Wie die Königsmänner genossen die Setesvein Abgabenfreiheit. Sie waren auch vom königlichen Heeresdienst befreit. 
Im Rechnungsbuch Olav Engelbrektssons von 1533 findet sich eine Auflistung von 69 namentlich genannten Setesvein. Die Liste endet mit „etc.“, woraus zu entnehmen ist, dass sie nicht vollständig ist. Von diesen saßen danach 18 in Finnmark, 18 im heutigen Troms, 13 in Nordland, 3 in Fosen und 4 in Møre og Romsdal und 2 in Island. Aus der Liste ist zu ersehen, dass die meisten Setesvein in den fischreichen Gebieten saßen. Es waren auch Nichtadlige und Ausländer darunter, was darauf zurückzuführen ist, dass es in dieser Gegend nur wenige Adlige gab, deren Söhne dafür in Frage gekommen wären. Es ist anzunehmen, dass sie auch im erzbischöflichen Fischereiwesen und Fischhandel Aufgaben innehatten. Sie verschifften offenbar den Fisch nach Bergen zu den Hanseaten, was bei der Abgabenfreiheit ein einträgliches Geschäft war. Dieser Handel und die Steuerfreiheit war daher ein besonderer Konfliktherd zwischen Erzbischof Erik Valkendorf und Jørgen Hansson, dem Hauptmann Christians II. in Bergen. Er sah die Setesvein als illegale Konkurrenz zu den Bürgern in Bergen an. Als Jørgen Hansson seine Vögte aussandte, den Zehnten einzutreiben, ließ er diesen auch von den bischöflichen Setesvein erheben. In den letzten Amtstagen Olav Engelbrektssons erhielt Eske Bille den Auftrag, alle Setesvein aus dem Gebiet des heutigen Møre og Romsdal zu vertreiben. Diesen Auftrag ließ er durch seinen Untervogt Tord Rod ausführen. Im Brief des Erzbischofs vom 1. April 1537, dem Tag seiner Landflucht, an Eske Bille schildert er diesem die geschehenen Gewalttätigkeiten.
Den bischöflichen Setesvein in Sønnafjelske Norge erging es nicht besser. Erzbischof Erik Valkendorf rief wegen der Steuerfreiheit vergeblich die Reichsräte in Norwegen und Dänemark an. Doch zu dieser Zeit hatten die Reichsräte keine Bedeutung mehr. Daraufhin bot er Hans Mule, damals Statthalter Christians II. in Norwegen, an, dass er für die Steuern seiner Setesvein aufkomme. Auf diese Weise wollte er den Präzedenzfall der Besteuerung der Setesvein verhindern. Doch Hans Mule ließ sich gerade deshalb nicht darauf ein. Ihm kam es nicht so sehr auf die Steuer selbst an, sondern darauf, auf diese Weise die Institution der Setesvein als den ökonomischen und organisatorischen Apparat der Kirche entscheidend zu schwächen.
Die Setesvein gab es nur bis zu Reformation 1537, als das Bischofsamt abgeschafft wurde. Aber in Nordnorwegen wurden Mitglieder dieser alten Gruppe der Setesvein zu einem wichtigen Element im regionalen Niederadel und Führungsschicht.
In Schweden findet sich der Begriff „Setesvein“ ebenfalls und zwar für einen Mann im Dienste eines Großen, der ihm Kriegsdienst leistete und dafür Steuerfreiheit genoss. 1497 werden die „Satuswena“ des Bischofs Henrik von Linköping erwähnt, und 1506 schrieb Svante Nilsson (Sture) über „menige frelsit … ehwars godhe herres och mans thienere och sæteswenæ the wara kunne“.